# Sun Yanan
Sun Yanan (en chino: 孙亚楠; Fengcheng, 15 de septiembre de 1992) es una deportista china que compite en lucha libre.
Participó en dos Juegos Olímpicos de Verano, obteniendo dos medallas, bronce en Río de Janeiro 2016 (categoría de 48 kg) y plata en Tokio 2020 (categoría de 50 kg). En los Juegos Asiáticos de 2014 obtuvo una medalla de plata en la categoría de 48 kg.
Ganó tres medallas en el Campeonato Mundial de Lucha entre los años 2012 y 2018, y dos medallas de oro en el Campeonato Asiático de Lucha, en los años 2011 y 2016.

## Palmarés internacional
| Juegos Olímpicos    | Juegos Olímpicos        | Juegos Olímpicos  | Juegos Olímpicos |
| Año                 | Lugar                   | Medalla           | Categoría        |
| ------------------- | ----------------------- | ----------------- | ---------------- |
| 2016                | Río de Janeiro (Brasil) | Medalla de bronce | 48 kg            |
| 2020                | Tokio (Japón)           | Medalla de plata  | 50 kg            |
| Campeonato Mundial  |                         |                   |                  |
| Año                 | Lugar                   | Medalla           | Categoría        |
| 2012                | Edmonton (Canadá)       | Medalla de plata  | 51 kg            |
| 2013                | Budapest (Hungría)      | Medalla de oro    | 51 kg            |
| 2018                | Budapest (Hungría)      | Medalla de bronce | 50 kg            |
| Juegos Asiáticos    |                         |                   |                  |
| Año                 | Lugar                   | Medalla           | Categoría        |
| 2014                | Incheon (Corea del Sur) | Medalla de plata  | 48 kg            |
| Campeonato Asiático |                         |                   |                  |
| Año                 | Lugar                   | Medalla           | Categoría        |
| 2011                | Taskent (Uzbekistán)    | Medalla de oro    | 48 kg            |
| 2016                | Bangkok (Tailandia)     | Medalla de oro    | 48 kg            |